# Nationale Straßen-Radsportmeister 2019
Die ersten Nationalen Straßen-Radsportmeisterschaften 2019 werden im Januar in Australien und Neuseeland ausgetragen. In den meisten anderen Nationen hingegen finden die jeweiligen Austragungen Ende Juni statt.
| Nation                         | Trikot | Straßenrennen – Männer       | Einzelzeitfahren – Männer   | Straßenrennen – Frauen     | Einzelzeitfahren – Frauen |
| ------------------------------ | ------ | ---------------------------- | --------------------------- | -------------------------- | ------------------------- |
| Albanien                       |        | Ylber Sefa                   | Ylber Sefa                  |                            |                           |
| Algerien                       |        | Abderrahmane Bouchlagheme    | Youcef Reguigui             | Racha Belkacem Ben Ouanane | Aicha Tihar               |
| Amerikanische Jungferninseln   |        | Philippe Leroy               |                             | Olympia Maduro Fahie       | Olympia Maduro Fahie      |
| Argentinien                    |        | Maximiliano Richeze          | Juan Pablo Dotti            | Carolina Perez             | Barbera Malaspina         |
| Aserbaidschan                  |        | Elchin Asadov                | Elchin Asadov               |                            |                           |
| Australien                     |        | Michael Freiberg             | Luke Durbridge              | Sarah Gigante              | Grace Brown               |
| Äthiopien                      |        | Negasi Abreha                | Tsgabu Grmay                | Tsega Beyene               | Bhran Fakdu Abrha         |
| Bahamas                        |        | Tyler Cole                   | Lorin Sawyer                | Marla Albury               | Marla Albury              |
| Belgien                        |        | Tim Merlier                  | Wout van Aert               | Jesse Vandenbulcke         | Lotte Kopecky             |
| Belize                         |        | Edgar Nissan Arana           | Oscar Quiroz                | Kaya Cattouse              | Kaya Cattouse             |
| Bermuda                        |        | Dominique Mayho              |                             | Caitlin Conyers            | Caitlin Conyers           |
| Bosnien und Herzegowina        |        | Nedzad Mahmic                | Vedad Kadic                 |                            |                           |
| Brasilien                      |        | Vitor Zucco Schizzi          | Andre Eduardo Gohr          | Danilas Silva              | Tamires Fanny Radatz      |
| Burkina Faso                   |        | Salfo Bikienga               |                             | Awa Bamogo                 |                           |
| Chile                          |        | Felipe Peñaloza              | José Luis Rodríguez Aguilar | Denisse Ahumada            | Constanza Paredes         |
| Costa Rica                     |        | Felipe Nystrom               | Brian Salas                 | Milagro Mena               | Maria Jose Vargas         |
| Curaçao                        |        | Gyasi Sulvaran               | Gyasi Sulvaran              |                            |                           |
| Dänemark                       |        | Michael Mørkøv               | Kasper Asgreen              | Amalie Dideriksen          | Louise Norman Hansen      |
| Deutschland                    |        | Maximilian Schachmann        | Tony Martin                 | Lisa Brennauer             | Lisa Klein                |
| Dominikanische Republik        |        | Geovanny Garcia              | Rafael Adolfo German        | Juana Fernandez            | Juana Fernandez           |
| Ecuador                        |        | Jonathan Klever Caicedo      | Jonathan Klever Caicedo     | Miryam Nuñez               | Miryam Nuñez              |
| El Salvador                    |        | Alfonso Vladimir Orellana    | Jose Dagoberto Joya         | Xenia Estrada              | Xenia Estrada             |
| Eritrea                        |        | Natnael Berhane              | Amanuel Gebreigzabhier      | Shama Fitsum               | Desiet Kidane             |
| Estland                        |        | Alo Jakin                    | Rein Taaramäe               | Liisa Ehrberg              | Liisi Rist                |
| Finnland                       |        | Arto Vainionpää              | Ukko Iisakki Peltonen       | Pia Pensaari               | Minna-Maria Kangas        |
| Frankreich                     |        | Warren Barguil               | Benjamin Thomas             | Jade Wiel                  | Séverine Eraud            |
| Georgien                       |        | Tornike Khabazi              | Tornike Khabazi             |                            |                           |
| Griechenland                   |        | Stylianos Farantakis         | Polychronis Tzortzakis      | Argiro Milaki              | Eleni Michali Tsavari     |
| Großbritannien                 |        | Ben Swift                    | Alex Dowsett                | Alice Barnes               | Alice Barnes              |
| Guatemala                      |        | Juan Mardoqueo Vásquez       | Manuel Rodas                |                            | Andrea Fernanda Guillen   |
| Hongkong                       |        | Cheung King-lok              | Ka Hoo Fung                 | Yang Qianyu                | Leung Wing-yee            |
| Indonesien                     |        | Jamalidin Novardianto        |                             | Ayustina Priatna           | Ayustina Priatna          |
| Iran                           |        | Mahdi Sohrabi                | Saeid Safarzadeh            | Somayeh Yazdani            | Somayeh Yazdani           |
| Irland                         |        | Sam Bennett                  | Ryan Mullen                 | Alice Sharp                | Kelly Murphy              |
| Island                         |        | Birkir Snær Ingvason         | Ingvar Ómarsson             | Agusta Edda Bjornsdóttir   | Agusta Edda Bjornsdóttir  |
| Israel                         |        | Guy Sagiv                    | Guy Niv                     | Omer Shapira               | Rotem Gafinovitz          |
| Italien                        |        | Davide Formolo               | Filippo Ganna               | Marta Bastianelli          | Elena Cecchini            |
| Japan                          |        | Shotaro Iribe                | Nariyuki Masuda             | Eri Yonamine               | Eri Yonamine              |
| Kanada                         |        | Adam de Vos                  | Rob Britton                 | Karol-Ann Canuel           | Leah Kirchmann            |
| Kasachstan                     |        | Alexei Luzenko               | Alexei Luzenko              | Swetlana Pachschenko       | Machabbat Ümitschanowa    |
| Katar                          |        | Marwan Al Jalham             | Fadhel Al Khater            |                            |                           |
| Kolumbien                      |        | Óscar Quiroz                 | Daniel Felipe Martínez      | Liliana Moreno             | Sérika Guluma             |
| Kosovo                         |        | Blerton Nuha                 | Sahit Arllati               |                            |                           |
| Kroatien                       |        | Josip Rumac                  | Josip Rumac                 | Maja Perinovic             | Mia Radotic               |
| Kuba                           |        | Felix Nodarse                | Juan Carlos Arias Pérez     | Arlenis Sierra             | Arlenis Sierra            |
| Lettland                       |        | Toms Skujiņš                 | Krists Neilands             | Lija Laizane               | Dana Rožlapa              |
| Litauen                        |        | Ramūnas Navardauskas         | Gediminas Bagdonas          | Silvija Pacevicienè        | Katažina Sosna            |
| Luxemburg                      |        | Bob Jungels                  | Bob Jungels                 | Christine Majerus          | Christine Majerus         |
| Malaysia                       |        | Nur Amirul Fakhruddin Mazuki | Muhsin Al Redha Misbah      | Jupha Somnet               | Nur Aisyah Mohamad Zubir  |
| Marokko                        |        | Adil El Arbaoui              | Mehdi El Chokri             | Fatima Zahra El Hayani     | Sahim El Sad              |
| Mexiko                         |        | Ignacio de Jesús Prado       | Luis Villalobos             | Anet Barrera               | Andrea Ramirez            |
| Moldau                         |        | Cristian Raileanu            | Cristian Raileanu           |                            |                           |
| Mongolei                       |        | Narankhuu Baterdene          | Enkhtaivan Bolor-erdene     |                            |                           |
| Namibia                        |        | Alex Miller                  | Drikus Coetzee              | Vera Adrian                | Vera Adrian               |
| Neuseeland                     |        | James Fouché                 | Patrick Bevin               | Georgia Christie           | Georgia Williams          |
| Niederlande                    |        | Fabio Jakobsen               | Jos van Emden               | Lorena Wiebes              | Annemiek van Vleuten      |
| Nordmazedonien                 |        | Andrej Petrovski             | Andrej Petrovski            |                            |                           |
| Norwegen                       |        | Amund Grøndahl Jansen        | Andreas Leknessund          | Ingrid Lorvik              | Vita Heine                |
| Österreich                     |        | Patrick Konrad               | Matthias Brändle            | Anna Kiesenhofer           | Anna Kiesenhofer          |
| Panama                         |        | Jorge Castel                 | Cristopher Jurado           | Shaina Rodriguez           | Argelis Bernal            |
| Polen                          |        | Michał Paluta                | Maciej Bodnar               | Łucja Pietrzak             | Anna Plichta              |
| Puerto Rico                    |        | Abner Gonzalez Rivera        | Luis Molina                 | Donelys Carino             | Donelys Carino            |
| Portugal                       |        | José Mendes                  | José Gonçalves              | Daniela Reis               | Daniela Reis              |
| Ruanda                         |        | Bonaventure Uwizeyimana      | Joseph Areruya              | Valantine Nzayisenga       | Josiane Mukashema         |
| Rumänien                       |        | Vlad-Nicolae Dobre           | Serghei Țvetcov             | Ana Covrig                 | Ana Covrig                |
| Russland                       |        | Alexander Wlassow            | Artjom Owetschkin           | Alexandra Gontscharowa     | Anastassija Pljaskina     |
| Schweden                       |        | Lucas Eriksson               | Tobias Ludvigsson           | Lisa Nordén                | Lisa Nordén               |
| Schweiz                        |        | Sébastien Reichenbach        | Stefan Küng                 | Marlen Reusser             | Marlen Reusser            |
| Serbien                        |        | Dušan Rajović                | Ognjen Ilić                 | Jelena Eric                | Jelena Eric               |
| Singapur                       |        | Goh Choon Huat               | Goh Choon Huat              | Wei SHi Tan Chelsie        | Luo Yi Wei                |
| Spanien                        |        | Alejandro Valverde           | Jonathan Castroviejo        | Lourdes Oyarbide           | Sheyla Gutiérrez          |
| Slowakei                       |        | Juraj Sagan                  | Ján Andrej Cully            | Alžbeta Bačíková           | Tatiana Jaseková          |
| Slowenien                      |        | Domen Novak                  | Tadej Pogačar               | Eugenia Bujak              | Eugenia Bujak             |
| St. Vincent und die Grenadinen |        | Zefal Trevor Bailey          |                             |                            |                           |
| Südafrika                      |        | Daryl Impey                  | Daryl Impey                 | Ashleigh Moolman           | Liezel Jordaan            |
| Südkorea                       |        | Kim Euro                     | Choe Hyeong-min             | Lee Ju-Mi                  | Lee Ju-Mi                 |
| Chinesisch Taipeh              |        | Li Shao Hsuan                | Chun Kai Feng               | Huang Ting Ying            | Huang Ting Ying           |
| Tschechien                     |        | František Sisr               | Jan Bárta                   | Tereza Neumanová           | Tereza Korvasova          |
| Tunesien                       |        | Hassen Ben Nasr              | Ali Nouisri                 | Tasnime Gharbi             | Tasnime Gharbi            |
| Türkei                         |        | Ahmet Örken                  | Ahmet Örken                 | Keziban Koyun              | Esin Yilmaz               |
| Ukraine                        |        | Andrij Kulyk                 | Mark Padun                  | Olha Schekel               | Walerija Kononenko        |
| Ungarn                         |        | Gergely Szarka               | Attila Valter               | Zsofia Szabo               | Veronika Anna Kormos      |
| Uruguay                        |        | Pablo Anchieri               | Jorge Adelbio Soto          |                            |                           |
| Usbekistan                     |        | Murodjon Xolmurodov          | Murodjon Xolmurodov         | Olga Zabelinskaya          | Olga Zabelinskaya         |
| Vereinigte Arabische Emirate   |        | Yousif Mirza                 | Yousif Mirza                |                            |                           |
| Vereinigte Staaten             |        | Alex Howes                   | Ian Garrison                | Ruth Winder                | Amber Neben               |
| Venezuela                      |        | Jesus Villegas               | Orluis Aular                | Wilmarys Moreno            | Wilmarys Moreno           |
| Volksrepublik China            |        | Xue Chao Hua                 | Shi Hang                    | Zhao Xi Sha                | Shen Shanrong             |
| Belarus                        |        | Jauheni Sobal                | Jauheni Sobal               | Tazzjana Scharakowa        | Tazzjana Scharakowa       |
| Zypern                         |        | Andreas Miltiadis            | Andreas Miltiadis           | Antri Christoforou         | Antri Christoforou        |